# ذرت مومی

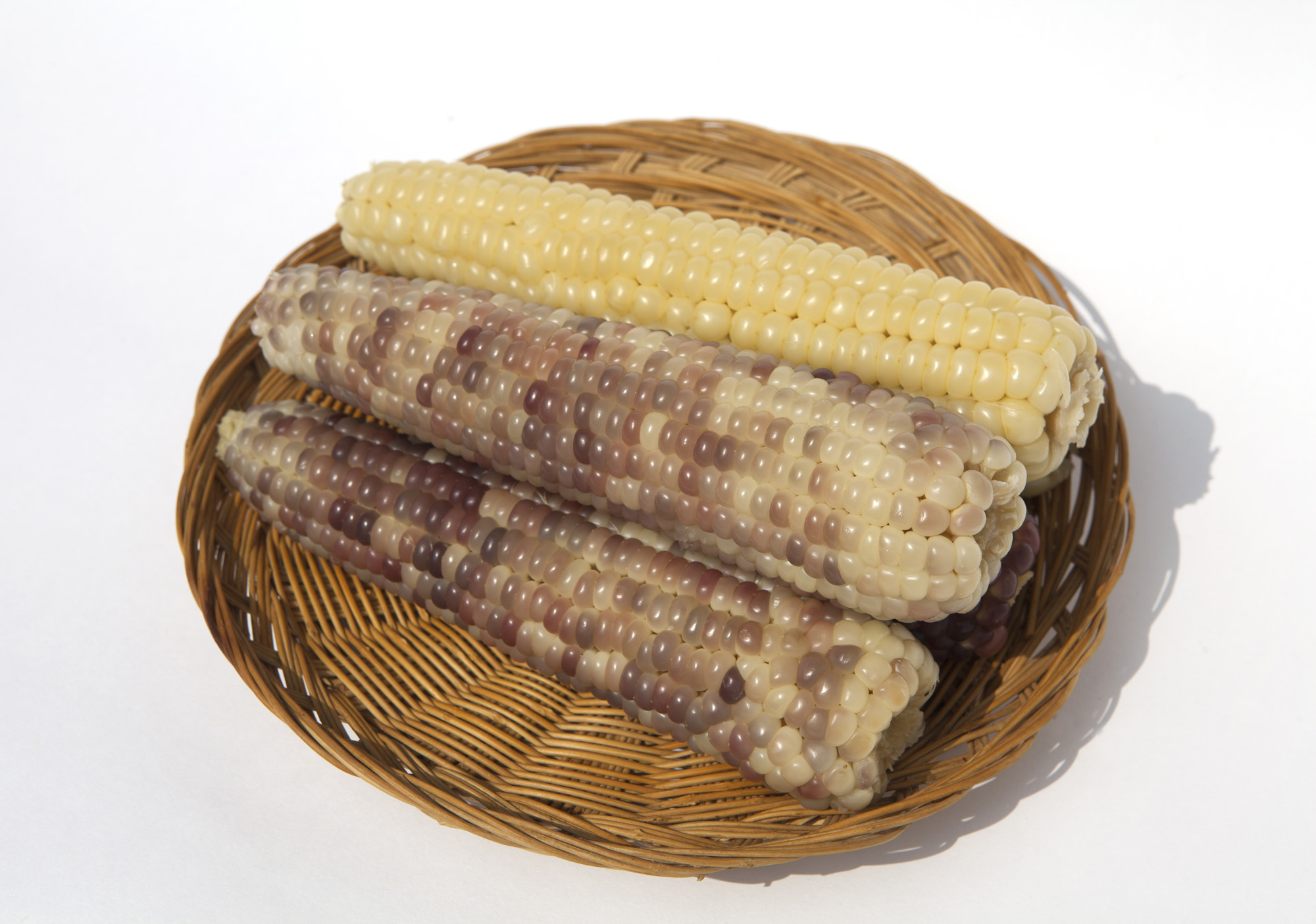

ذرت مومی (ذرت) در سال ۱۹۰۹ در چین پیدا شد. از آنجایی که این گیاه ویژگی‌های عجیبی از خود نشان داد، پرورش‌دهندگان آمریکایی مدت طولانی از آن به عنوان نشانگر ژنتیکی برای برچسب زدن به ژن‌های پنهان موجود در ذرت‌های موجود در برنامه‌های اصلاحی استفاده کردند. در سال ۱۹۲۲ یک پژوهشگر کشف کرد که آندوسپورم ذرت مومی فقط شامل آمیلوپکتین است و هیچ مولکول نشاسته آمیلوز ندارد برخلاف ذرت دندان‌اسبی که هر دو را دارد.
از این ذرت در تهیه چسب استفاده میشود.